# Jean-Pierre Guingané
Daogo Jean-Pierre Guingané (* 31. Dezember 1947 in Garango, Obervolta, heute Burkina Faso; † 23. Januar 2011 in Ouagadougou) war ein Literaturwissenschaftler, Theaterregisseur und -schauspieler sowie Autor aus dem westafrikanischen Staat Burkina Faso.
Guingané studierte in Ouagadougou und Bordeaux Moderne Literaturwissenschaft und war seit 2001 Professor an der Universität Ouagadougou. Außerdem war er Vizepräsident des Exekutivkomitees des Internationalen Theaterinstituts.

## Werke
- Le Fou, 1984
- Papa oublie-moi, 1990
- Le Cri de l’espoir, 1990
- La Savane, 1997
- La Musaraigne, 1997
- La Grossesse de Koudbi, 1996
- Les Lignes de la main, 1997
- Malo, pilote, 1998